# Ferrocarril del Valle de Jezreel

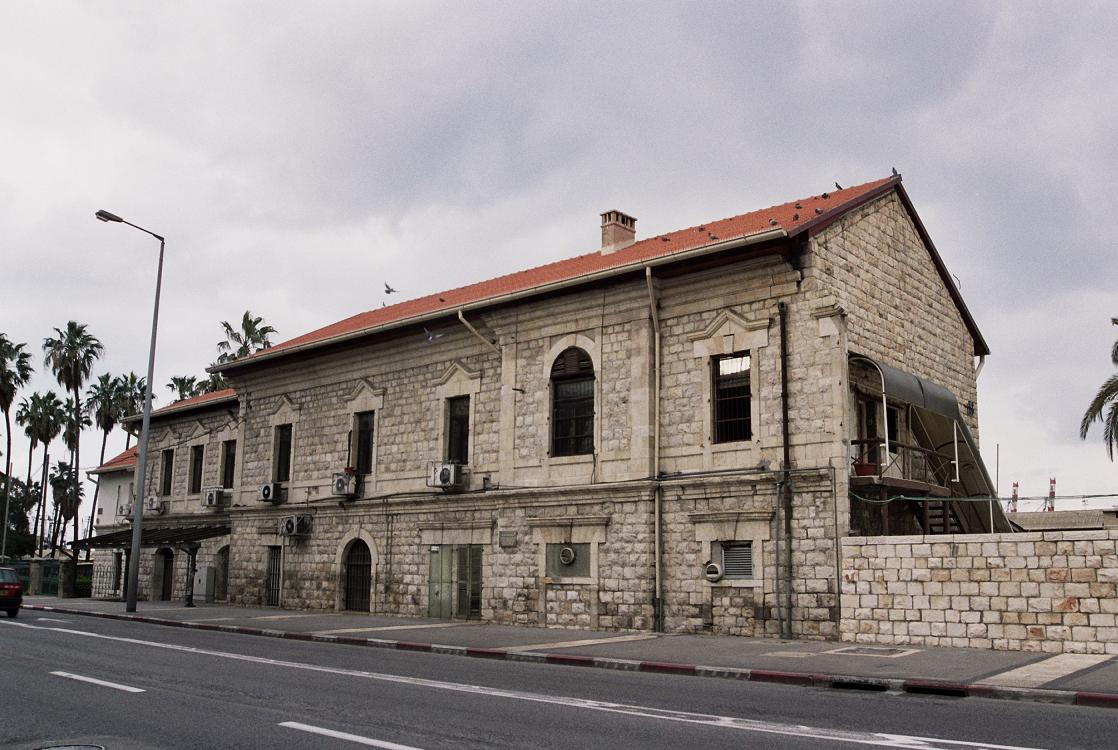
Edificio histórico de la estación del Ferrocarril del Valle en Haifa.

El Ferrocarril del Valle de Jezrael o Ferrocarril del Valle (en hebreo: רכבת העמק, Rakevet HaEmek) fue una línea de ferrocarril histórica en el Imperio otomano y luego en el Mandato británico de Palestina. Era parte de la red del ferrocarril del Hiyaz que conectaba Haifa con dicha red, pasando por varias estaciones en el valle de Jezrael y cruzando el río Jordán.
Fue construido a principios del siglo XX por órdenes del sultán Abdul Hamid II, y las obras fueron dirigidas por el ingeniero alemán Heinrich August Meissner. Inaugurado el 15 de octubre de 1905, dejó de operar en 1948; en las décadas siguientes hubo varios intentos fallidos de renovarlo. Actualmente Israel Railways está construyendo una línea casi por la misma ruta, y se espera que conecte Haifa con Beit She'an para el 2016.